# わたしのまち ときめきのまち
「わたしのまち ときめきのまち」は、ダ・カーポの楽曲。福井県の県庁所在地である福井市が、1989年（平成元年）に市民歌として制定した。作詞・宮下義則、補作・島田陽子、作曲・榊原政敏。

## 解説
福井市では1935年（昭和10年）に大阪毎日新聞福井支局の後援により「福井市歌」（作詞・一力強、作曲・山田耕筰）を制定していたが、戦後は演奏実態が無くなったため1989年（平成元年）の市制100周年を前に新しく市民歌を作成する方針が発表され、雑誌『公募ガイド』を通じて歌詞の懸賞募集を行った。応募総数は305篇で、1988年（昭和63年）7月に福井市役所職員の宮下による応募作が「福井の自然が描かれ未来に向けての旅立ちのイメ—ジにふさわしい」として入選となり、詩人の島田陽子による補作を経て採用された。歌詞中には「足羽山」と「日本海」が登場するが「福井」の語句は出て来ない。
作曲は複数のレコード会社を対象にコンペティション方式で選考が行われた結果、ダ・カーポを歌唱者として榊原政敏が作曲する日本コロムビアの案が採用となり、同社でシングル盤を発売することになった。市役所で電話の保留音に使用しているのをはじめ、JOYSOUNDではカラオケの曲目として採用されている。
市の公式サイトでは歌詞と作成経緯に関する紹介を掲載している。なお従来から存在した「福井市歌」とは事実上の「代替わり」のような関係だが、福井市では「福井市歌」は廃止された訳ではなく現在も市歌の地位に在るとしており、形式的には2曲並立の形となっている。
市内では市事業によるごみ収集車の巡回収集中の案内、公設公民館等に設置の防災スピーカーによる17時の定時チャイムに用いられているほか、毎週の福井市政広報番組のジングルとして使用しているためテレビ・ラジオを通じて福井県内や周辺府県で聞ける場合もある。